# 岡田直子 (実業家)
岡田 直子（おかだ なおこ、1978年6月7日 - ）は、日本の実業家。広島県広島市生まれ。
立ち技格闘技シュートボクシング（Shoot Boxing、略称SB）のプロ選手としても活動。

## 来歴・人物
神戸女学院大学文学部英文学科卒業後、外資系メーカーにて営業として勤務した後、2005年にITベンチャー企業にて広報部門の立ち上げを担う。同時期に立教大学大学院ビジネスデザイン研究科にてMBA取得。広報部門着任1ヶ月で新聞、インターネットなどへの露出を実現し、その後テレビや雑誌、新聞などで毎週のように情報が取り上げられるようになる。広報部門を立ち上げ、広報部門責任者からバックオフィス全般を司る経営本部長を歴任した。
2009年7月に企業広報出身が行うPR会社として、株式会社ネットワークコミュニケーションズを設立。バイオ、IT、教育、医療、マーケティング、製造、旅行、新素材、外資系企業、最先端テクノロジー分野など、新たな領域にチャレンジする多くの分野の企業ブランディング、PRの実績を持つ。
広報担当者の育成にも注力しており、大学や地域で広報に関する講演活動を実施することで、スタートアップ企業や広報部門をこれから立ち上げる成長企業の支援にも取り組んでいる。
「人や企業を裏方で支えるグローバルコミュニケーションエージェンシーになる」をビジョンに、ワシントン D.C.にオフィスを、香港にPRパートナーを持ち、グローバルカンパニーのPR実績も多数。「日本・世界の優れた企業、サービス、人を世界に広めること」をミッションに据えている。
また、立ち技格闘技シュートボクシング (Shoot Boxing、略称SB) では、株式会社ネットワークコミュニケーションズの代表取締役として事業を展開する傍ら、2013年11月に両国国技館で開催されアマチュアSBた全日本王座決定戦にて優勝。翌2014年8月開催のGirls S-cup2014にボーウィー・オカダのリングネームでプロデビューするが、プロでは3戦3敗し、以後試合には出ていない。
2007年ECナビ経営本部長。2009年ECナビ広報室長、ネットワークコミュニケーションズ代表取締役。2011年オープンソースライセンス研究所理事。2014年エブリーエグゼクティブ事業部プロデューサー。2020年日本リスクコミュニケーション協会副代表幹事、ローランド ディー. ジー.取締役。2021年レトリバ取締役。2022年日特建設取締役。2023年人・夢・技術グループ取締役（監査等委員）。

## 戦績
| キックボクシング 戦績 | キックボクシング 戦績 | キックボクシング 戦績 | キックボクシング 戦績 | キックボクシング 戦績 | キックボクシング 戦績 | キックボクシング 戦績 |
| --------------------- | --------------------- | --------------------- | --------------------- | --------------------- | --------------------- | --------------------- |
| 3 試合                | (T)KO                 | 判定                  | その他                | 引き分け              | 無効試合              |                       |
| 0 勝                  | 0                     | 0                     | 0                     | 0                     | 0                     |                       |
| 3 敗                  | 0                     | 3                     | 0                     | 0                     | 0                     |                       |

| 勝敗 | 対戦相手   | 試合結果          | 大会名                                      | 開催年月日    |
| ×    | 丸山絵利香 | 2分3R終了 判定0-3 | 女祭り 2015 ～J-GIRLS×SHOOT BOXING～        | 2015年5月24日 |
| ×    | 華DATE     | 2分3R終了 判定0-3 | SHOOT BOXING2015～SB30th Anniversary～act.2 | 2015年4月18日 |
| ×    | 麻衣       | 2分3R終了 判定0-3 | SHOOT BOXING Girls S-cup 2014               | 2014年8月2日  |